# Roupala consimilis
Roupala consimilis là một loài thực vật có hoa trong họ Quắn hoa. Loài này được Mez miêu tả khoa học đầu tiên năm 1890.